# Stadtbahn Cochabamba

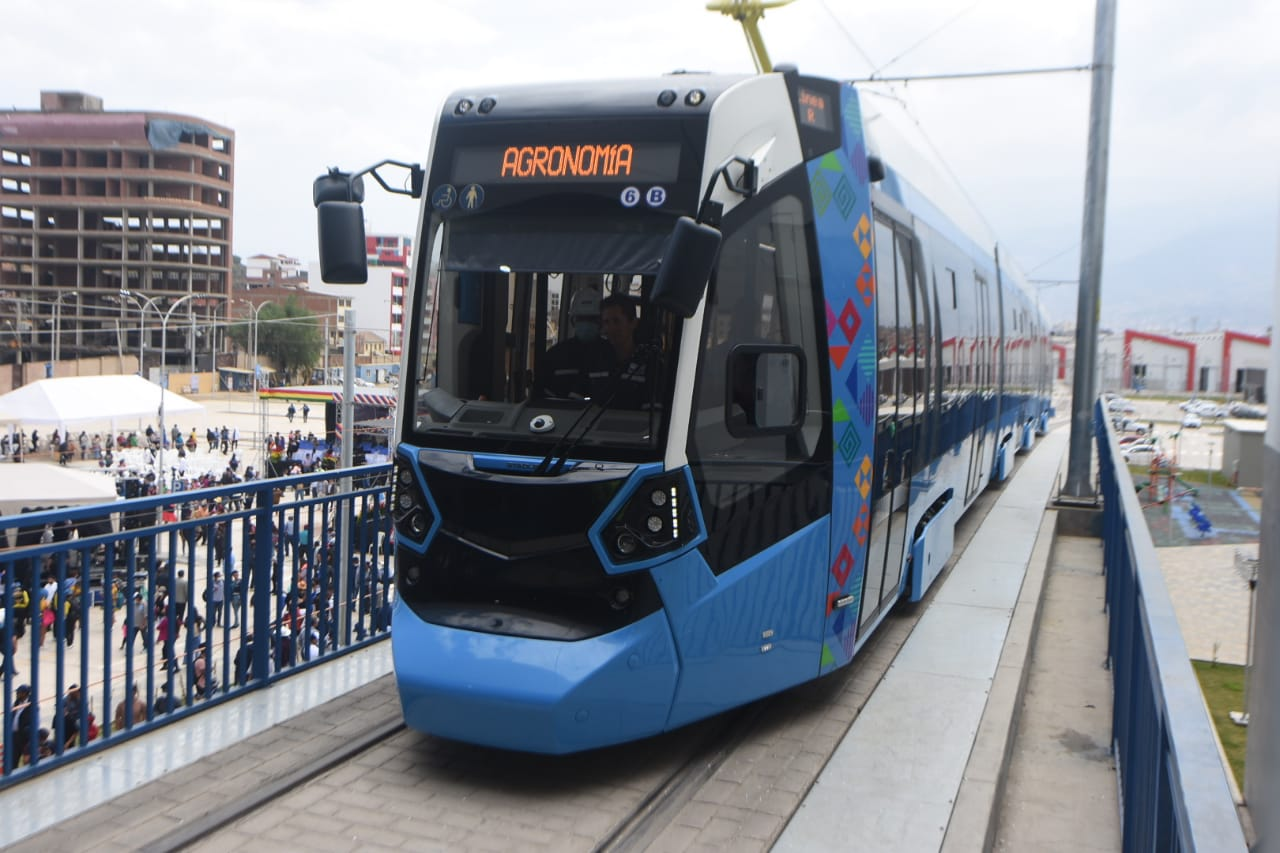
Einweihung 2022

Die Stadtbahn Cochabamba (spanisch Tren Metropolitano de Cochabamba) ist ein Stadtbahnsystem im Ballungsgebiet der bolivianischen Stadt Cochabamba. Die Bauarbeiten für das Netz mit drei Linien und 43 Haltestellen auf einer Gesamtlänge von etwa 42 Kilometern begannen 2017. Am 13. September 2022 begann der Betrieb auf Teilen der grünen und auf der roten Linie. Das Stadtbahnnetz wird unter der Marke „Mi Tren“ (Mein Zug) vermarktet und ist das erste schienengebundene Nahverkehrssystem Boliviens.

## Netz und Betrieb
Das normalspurige Stadtbahnnetz soll im Endausbau aus drei Linien mit einer Gesamtlänge von 42 Kilometern mit 43 Haltestellen bestehen:
Rote Linie: Estación Central San Antonio – Facultad De Agronomía UMSS mit einer Länge von 5,26 Kilometern und 5 Haltestellen
Grüne Linie: Estación Central San Antonio – Suticollo (über Colcapirhua, Quillacollo und Vinto) mit einer Länge von 27,37 Kilometern und 23 Haltestellen
Gelbe Linie: Estación Central San Antonio – El Castillo mit einer Länge von 7,74 Kilometern und 8 Haltestellen
Zentraler Knotenpunkt des Netzes sowie Ausgangspunkt aller drei Linien ist die neu errichtete Estación Central San Antonio südlich vom ehemaligen Hauptbahnhof von Cochabamba. Die drei Linien verknüpfen die Stadt Cochabamba mit den umliegenden Gemeinden Colcapirhua, Quillacollo, Vinto, Sipe Sipe und Sacaba.
Für die Einrichtung der roten und grünen Linie werden nicht mehr genutzte Eisenbahnstrecken verwendet. Die rote Linie verwendet dazu die ehemalige Trasse der Bahn nach Aiquile. Die Bahn Cochabamba-Aiquile wurde deshalb um etwa 6 km gekürzt. Die grüne Linie verwendet die ehemalige Bahntrasse nach Oruro/La Paz.
Die gelbe Linie ist weitgehend über dem Río Rocha geplant. Gebaut wurde bisher lediglich der Abschnitt San Antonio – Flughafen, welcher auch durch die grüne Linie verwendet wird. Weitere Bauarbeiten finden nicht statt.
Alle Strecken sollen größtenteils eingleisig ausgerüstet werden.

## Geschichte
Im September 2015 schrieb die bolivianische Regierung den Bau eines Stadtbahnsystems für den Großraum Cochabamba aus. Im Oktober 2016 gab die Regierung bekannt, dass das spanische Unternehmen JOCA die Ausschreibungen gewonnen hatte, die Unternehmen Molinari (Schweiz) und Hyundai Rotem (Südkorea) unterlagen. Im Oktober 2016 gaben die Unternehmen JOCA und Molinari bekannt, ein Konsortium mit dem Namen Asociación Accidental Tunari zu bilden und gemeinsam das Stadtbahnnetz zu errichten. Das Konsortium ist beauftragt, das komplette Netz „schlüsselfertig“ zu errichten. Das Konsortium beauftragte unter anderem die Unternehmen Bär Bahnsicherung und ErvoCom mit der Lieferung der Signal- und Kommunikationssystem. Für die Fahrzeugproduktion wählte das Konsortium nach einer Ausschreibung die Schweizer Stadler Rail AG.
Die Bauarbeiten für das Stadtbahnnetz von Cochabamba begannen im Jahr 2017 und sollten 2020 abgeschlossen werden. Die Gesamtkosten für den Bau sollten sich auf 537 Millionen US-Dollar belaufen, die komplett vom bolivianischen Staat getragen werden sollten, nachdem eine ausländische Finanzierung nicht notwendig geworden war. Die Arbeiten kamen gut voran, hatten sich jedoch nach dem Staatsstreich 2019 verlangsamt und waren während der Regierung von Jeanine Áñez praktisch eingestellt worden. Der Präsident von Bolivien, Luis Arce, gab Anfang Dezember 2020 bekannt, dass die Bauarbeiten für die Stadtbahn Cochabamba wieder aufgenommen würden.
Die Stadtbahn wurde am 13. September 2022 durch den Staatspräsidenten Luis Arce offiziell eingeweiht.

## Fahrzeuge
Das Konsortium schrieb die Lieferung von 12 Stadtbahnfahrzeugen für das Netz aus, die Unternehmen Siemens, Bombardier, Alstom, Stadler und CAF sollen ihr Interesse bekundet haben. Die endgültige Entscheidung wurde zwischen Alstom und Stadler getroffen, wobei letzteres den Zuschlag erhielt.
Die zwölf Zweirichtungszüge mit jeweils drei Wagenkästen des Stadler-Modells „Metelitsa“ werden im Werk von Stadler in Minsk (Belarus) produziert. Die Züge fahren auf Normalspurgleis und sind 34 Meter lang, 2,5 Meter breit und 3,6 Meter hoch. Sie haben eine Kapazität von bis zu 376 Passagieren (bei 8 Fahrgästen pro Quadratmetern). Die bolivianischen Behörden hatten in der Ausschreibung festgelegt, dass die Züge über Klimaanlagen, WLAN sowie USB-Anschlussdosen verfügen sollen.
Der erste Zug wurde im Juli 2019 über Klaipėda (Litauen) per Schiff nach Arica (Chile) gebracht. Von dort wurde er über Land nach Cochabamba transportiert und erreichte Mitte September sein Ziel. Ein weiteres Fahrzeug absolviert Tests im Olsztyner Straßenbahnnetz. Stadler übernimmt die Wartung der Züge für die ersten drei Jahre.
Die ersten Testfahrten begannen zwar Ende September 2019, kamen dann aber praktisch wegen der ausstehenden Finanzierung bis Ende 2020 zum Stillstand. Im Jahr 2021 wurden die Arbeiten wieder aufgenommen, der zuständige Minister Edgar Montaño kündigte im Mai 2021 an, dass die finalen Tests für die rote und grüne Linie im September 2021 stattfinden würden.